# La Blue Girl
Injuu Gakuen La☆Blue Girl (яп. 淫獣学園 La☆Blue Girl индзю гакуэн ра буру: га:ру), более известная как La Blue Girl (яп. ラ・ブルー・ガール) — порнографическая манга Тосио Маэды, созданная им в 1989 году. В данной манге, как и во многих других работах Маэды, присутствует большое количество сцен с изнасилованием тентаклями. Однако La Blue Girl от предшественниц отличает комедийная атмосфера и наличие пародий на сам жанр хентая. Первый том манги на английском языке был издан в 2002 году компанией Manga 18.
Серия завоевала огромную популярность, позднее по её мотивам были созданы несколько аниме в формате OVA, три фильма, компьютерные и видеоигры, серия американских комиксов и артбуки. Графический роман La Blue Girl, созданный под влиянием работы Тосио Маэды Мэттом Лансфордом (англ. Matt Lunsford), состоит из двух томов.

## Сюжет
В La Blue Girl речь идет о воинствующих кланах ниндзя.
Главной героиней является Мико Мидо, молодая девушка-ниндзя и будущий лидер клана Мироку. Этот клан контролирует Сикиму, расу извращенных демонов. Однако, когда воры похищают волшебный артефакт, дающий клану власть, Мико приходится бороться с Сикимой, чтобы спасти мир. Демоны Сикимы живут в параллельном измерении, в которое можно попасть с помощью определенных сексуальных ритуалов.

## Аниме

### Injuu Gakuen La Blue Girl
Injuu Gakuen La Blue Girl — четырёхсерийная OVA, выпускавшаяся в 1992—1993 годах. Является экранизацией манги.
1. Injuu Gakuen — La Blue Girl
2. Injuu Gakuen — La Blue Girl 2
3. Injuu Gakuen — La Blue Girl 3 — Shikima sakkai no shou
4. Injuu Gakuen — La Blue Girl 4 — Youtou inkai no shou

### Shin Injuu Gakuen
Shin Injuu Gakuen — двухсерийная OVA, снятая по финалу манги. Вышла в 1993 году. В этом аниме описывается окончание приключений Мико. Её врагами становятся ниндзя Фубуки Кай, мечтающий победить Мико и завоевать звание сильнейшего, и выжившие члены клана Судзука.
1. Shin Injuu Gakuen
2. Shin Injuu Gakuen 2 (в оригинале выпущены как 2 серии)

### Lady Blue
Lady Blue (яп. 淫獣学園EX Injuu Gakuen EX) — четырёхсерийная OVA 1994 года, снятая по собственному сюжету. В ней рассказывается о первой любви Мико: девушка знакомится с молодым человеком по имени Хидэмаса и влюбляется в него с первого взгляда. Она начинает надеяться, что сможет жить нормальной жизнью, но в школе появляются привидения и атакуют её друзей.
1. The First Love of the Shikima (淫獣学園EX 1 初恋裏色魔篇 Injuu gakuen EX 1: Hatsukoi uchi shikima hen)
2. The Curse of the Mysterious Love (淫獣学園EX 2 妖恋呪縛篇 Injuu gakuen EX 2: Youren jubaku hen)
3. The Hell of the Cursed Love (淫獣学園 EX 3 邪恋地獄篇 Injuu gakuen EX 3: Yaren jigoku hen)
4. The Reincarnation of Sad Love (淫獣学園EX 4 哀恋輪廻篇 Injuu gakuen EX 4: Airen rinne hen)

### La Blue Girl Returns
La Blue Girl Returns (яп. 淫獣学園 復活篇 Injuu Gakuen Fukkatsu-hen) — OVA из четырёх серий, выпущенное в 2001—2002 годах. Оно было сделано на студии Green Bunny по оригинальному сюжету. Раса демонов-бабочек Махороба пытается взять в плен Мико Мидо и её сестру, чтобы получить артефакт, контролирующий Сикиму. Музыку к аниме написал композитор Тэруо Такахама (яп. 高浜輝夫).

## Вопросы цензуры в аниме
Цензура практикуется как в Японии, так и в США, но в Японии традиционно не поощряется показ гениталий в аниме, а американское законодательство запрещает сексуальные акты между несовершеннолетними, в том числе в рисованной форме. Поэтому в японском выпуске присутствуют цензурные наложения, а в американском были удалены некоторые сцены и изменён возраст персонажей. В частности, со всех выпусков аниме в США, кроме первоначального издания на VHS (1995), были вырезаны все эротические сцены с участием ниндзя Нин-Нин, товарища главной героини, хотя Нин-Нин является не ребёнком, а гномом. Кроме того, в оригинале Мико — шестнадцатилетняя школьница, в американском переводе она превратилась в восемнадцатилетнюю студентку колледжа.
Цензоры из Британского совета по классификации кинофильмов в своё время отказались выдавать La Blue Girl сертификат.